# Силы высадки
Силы высадки — временное корабельное формирование, предназначенное для транспортировки и обеспечения высадки морского десанта на берег. Как правило, находится в подчинении одного из командующих сил флота и содержит в своём составе десантныe корабли и другие десантно-транспортные средства, корабли огневой поддержки, силы охранения, тральные и обеспечивающие группы, базу высадки, истребительную и противолодочную авиацию.
Командир сил высадки несёт ответственность за посадку, морской переход, организацию высадки десанта в назначенном районе, обеспечение огневой подготовки и огневой поддержки его действий, подвоз средств материально-технического обеспечения морем и вывоз раненых и больных. В его непосредственном подчинении находятся весь состав морского десанта с момента получения приказа на погрузку до окончания дебаркации главных сил, а также — все корабли и самолёты в составе сил высадки.
При размещении десантных сил по транспортам их располагают штатными подразделениями, способными выполнять все необходимые функции и вести бой; горюче-смазочные материалы и боеприпасы рассредотачивают по кораблям; группы наведения авиации, гидрографические группы, посты корректировщиков располагают совместно с теми частями, в боевых порядках которых им предписывается действовать по плану десантной операции.